# Hodgdon Homestead Cabin
L'Hodgdon Homestead Cabin est une cabane américaine située dans le comté de Mariposa, en Californie. Construite en 1879 par Jeremiah Hodgdon, elle est aujourd'hui protégée au sein du parc national de Yosemite après avoir été acquise par le National Park Service et déplacée à Wawona, où elle  fait désormais partie du Pioneer Yosemite History Center. Elle est en outre inscrite au Registre national des lieux historiques depuis le 9 juin 1978.